# 相原茜
相原 茜（あいはら あかね）は、劇団四季所属の日本の舞台女優。東京都出身。

## 来歴
『キャッツ』に感銘を受けたことをきっかけに、四季の舞台に立つことを目指す。声楽や演技、クラシックバレエやジャズダンスなどのレッスンを重ね、入団前にもバレエ公演をはじめとした舞台に出演した経験を持つ。
2011年、研究所に入所。同年、『劇団四季ソング&ダンス The Spirit』で四季での初舞台を踏む。

## 人物
身長171センチメートル。
4人兄妹で、兄、双子の姉、妹がいる。双子の姉は、同じく劇団四季所属の相原萌。

## 出演作品
- 劇団四季ソング&ダンス The Spirit（ダンスパート）
- ガンバの大冒険 - バレット 役
- ウェストサイド物語 - エステラ 役、アニタ 役
- 桃次郎の冒険 - キジ 役
- 劇団四季ソング&ダンス60 ようこそ劇場へ（ダンスパート）
- 劇団四季ソング&ダンス60 感謝の花束（ダンスパート）
- 劇団四季FESTIVAL! 扉の向こうへ（ダンスパート）
- クレイジー・フォー・ユー - ベラ 役
- アラジン - 女性アンサンブル
- 劇団四季ソング&ダンス65（ダンスパート）
- ノートルダムの鐘 - エスメラルダ 役
- キャッツ - ディミータ 役